# Joseph Arthur Lesage
Joseph Arthur Lesage, né le 7 juin 1881 à Louiseville et mort le 9 mars 1950 à Québec, est un courtier d'assurances et homme politique québécois.
Il est sénateur de la division de Golfe de 1944 à 1950. Il est également l'oncle de Jean Lesage, premier ministre du Québec de 1960 à 1966,.